# Hitachi (empresa)
Hitachi, Ltd. (株式会社日立製作所 Kabushiki-gaisha Hitachi Seisakusho) é um conglomerado multinacional sediado no Japão. Atua em diversos setores econômicos em onze segmentos de negócios: Energia, Infraestrutura Industrial, Materiais de Alta-Precisão, Máquinas de Construção, Mídias Digitais, Sistemas Eletrônicos e Equipamentos, Serviços Financeiros, Sistemas Automotivos, Sistemas Eletrônicos, Equipamentos de Saúde, Tecnologia da Informação e Transportes.
A Hitachi está listada na Bolsa de Valores de Tóquio e no índice Nikkei 225. Esteve na posição 89 em 2015 e na posição posição 79 do ranking Fortune Global 500 da revista Fortune.
Em 2022, a empresa ocupou a 113ª posição no ranking da Fortune. É a vigésima-oitava edição do ranking que a multinacional participa.

## História

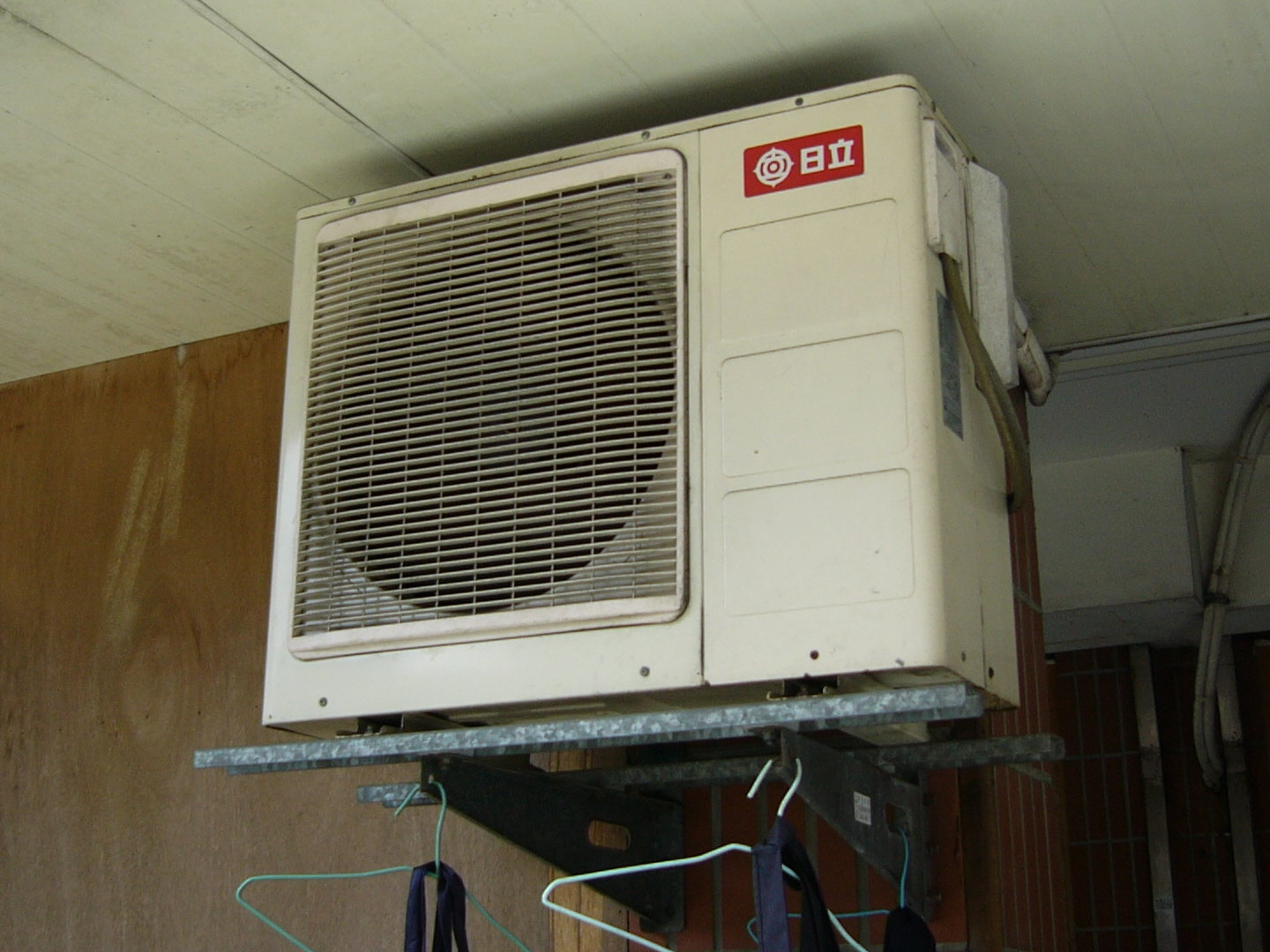
Ar condicionado Hitachi.

A empresa foi fundada em 1910 pelo engenheiro elétrico Namihei Odaira, seu primeiro produto foi um motor de indução para extração de cobre, durante a Segunda Guerra Mundial várias unidades foram destruídas, mas a empresa teve um forte crescimento durante a Guerra da Coreia fornecendo equipamentos militares para os Estados Unidos.
Em março de 2011, a Hitachi concordou em vender sua subsidiária de disco rígido, HGST, para a Western Digital (WD) por uma quantia de US$ 3,5 bilhões em dinheiro e cerca de US$ 750 milhões em ações.  Devido às preocupações de um duopólio da WD e da Seagate Technology pelos órgãos reguladores dos EUA, a divisão de HDD 3,5 "da Hitachi foi vendida para a Toshiba. A transação foi concluída em março de 2012. 
Foi eleita em 2014 junto a empresa americana Blackblaze, como a mais confiável empresa produtora de discos rígidos de cloud computing por diversos blogs especializados.

### No Brasil
A Hitachi chegou no Brasil em 1939, com o fornecimento de bombas hidráulicas para a Usina de Macabé. Em 1940, inaugurou seu primeiro escritório em São Paulo. Em meados dos anos 80 no Brasil, um acordo de transferência de tecnologia com a japonesa Hitachi, passa a produzir equipamentos sofisticados tais como vídeo câmeras e vídeo cassetes. Os produtos passam a sair das linhas de montagem da Philco com o nome Philco-Hitachi. A parceria durou até 1994, quando a Philco foi vendida para  Itautec. A Ford era proprietária da marca Philco desde 1961, mas com a venda da Philco em 1994 para a Itautec e sem o aval da Ford, a Hitachi descredencia os novos proprietários e cessa a transferência de tecnologia.[carece de fontes?]